# Os Algarves
Algarve ou al-Gharb é um termo geográfico usado para designar o extremo ocidental tanto da Península Ibérica, como do norte de África. Historicamente podemos encontrar a designação de Algarve ou al-Gharb em Portugal, Espanha e Marrocos.

## Etimologia/Significado
O topónimo Algarve (pronúncia [aɫˈɡaɾv(ɨ)) tem origem na expressão árabe الغرب (Algarbe) que significa "o oeste", "o ocidente".

## Os Algarves do mundo muçulmano
São os territórios que após a expansão islâmica utilizaram o termo al-Gharb. Em 1577 Frei João de São José na sua obra Corografia do Reino do Algarve, escrevia acerca dos Algarves do mundo muçulmano: “as terras que os mouros chamam Algarves são muito grandes e de muitos senhorios e cingem boa parte do mar Mediterrâneo duma banda e da outra e também do oceano”.

### O Al-Gharb al-Andaluz
Por Al-Gharb al-Andaluz devemos compreender o território a ocidente do al-Andaluz, ou seja; a região mais ocidental da Península Ibérica sob domínio Islâmico a partir do ano de 711.
O Al-Garbh al-Andalus incluía cinco territórios principais correspondentes ao termo de Coimbra, ao estuário do Tejo, ao Alto Alentejo, ao Baixo Alentejo e ao Algarve. Estes territórios estendiam-se ainda para as atuais Estremadura espanhola e Andaluzia Ocidental. Destacavam-se as cidades de Coimbra, Lisboa, Santarém, Silves, Mértola, Faro, Mérida e Badajoz.
Frei João de S. José, em 1577 na sua obra Corografia do Reino do Algarve, situa o Gharb al-Andaluz entre Almeria e o Cabo de São Vicente: “Da banda de Espanha começam do Cabo de São Vicente e correm ao levante até Almeria…”.

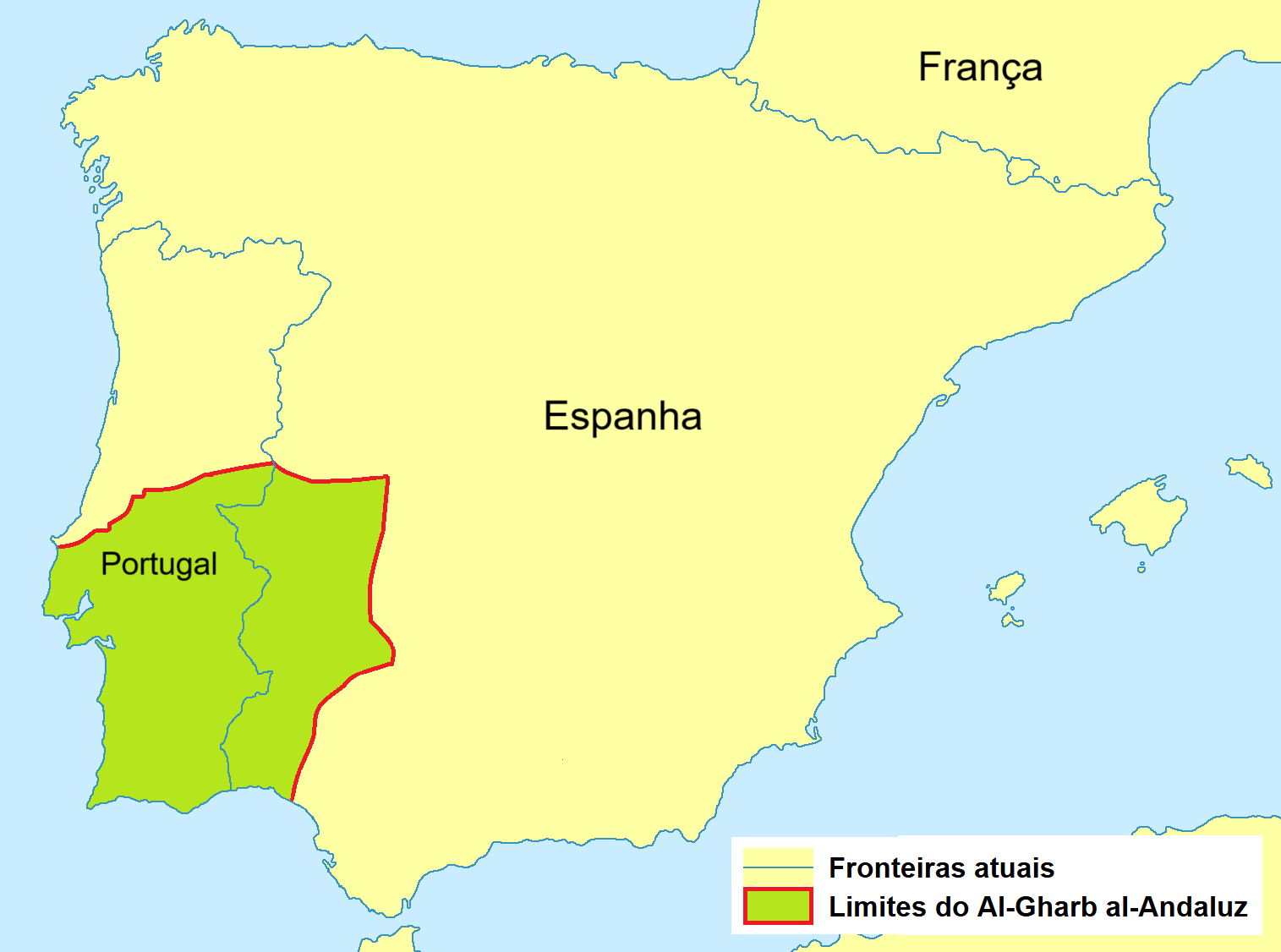
Limites do Al-Gharb al-Andaluz no inicio da expansão islâmica.
A península ibérica no ano 1000

### O Al-Gharb al-Magrebe
Por Al-Gharb al-Magrebe devemos compreender o território a ocidente do al-Magrebe, ou seja; a região mais ocidental do norte de África sob domínio Islâmico. Começava no mediterrâneo e englobava a região do Rife, o estreito de Gibraltar, passando para o atlântico englobando a região da Enxovia, Duquela e do Suz.

Em 1577 Frei João de São José na sua obra Corografia do Reino do Algarve, delimitava o Gharb al-Magrebe entre o estreito de Gibraltar e o cabo de Guê: “Se estende por África, desde o reino de Tremecem, pelo estreito de Gibraltar, té o cabo de Gué, tomando toda a ribeira da Mauritânia, Tingitânea, em que há muitos reinos de grande fertilidade e jaz a melhor terra de toda a África”.

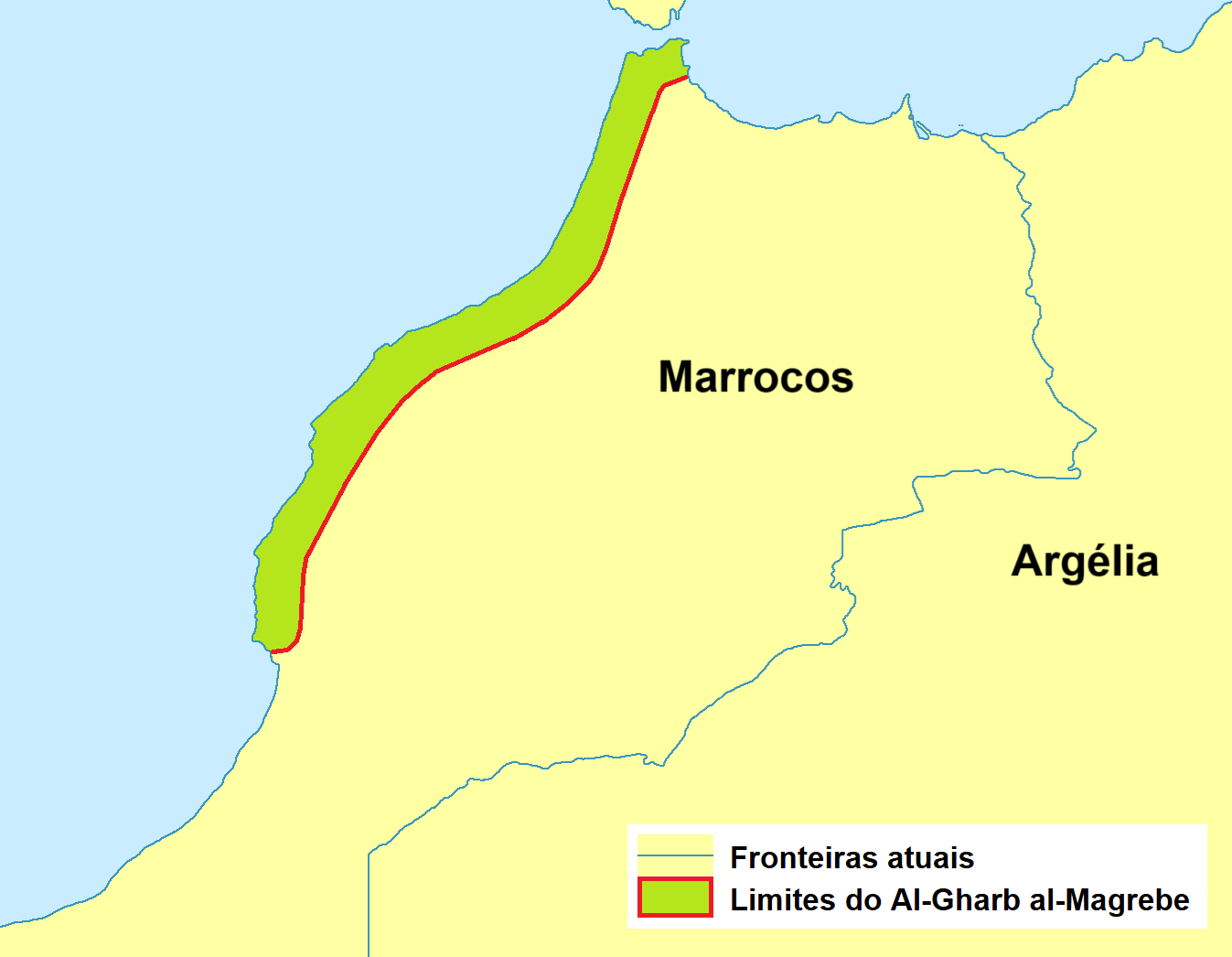
Limites do Al-Gharb al-Magrebe

Até 2015 uma das regiões administrativas de Marrocos era a região de Gharb-Chrarda-Beni Hssen, que correspondia as províncias de Kenitra, Sidi Slimane e Sidi Kacem. Hoje a parte mais ocidental da província de Kenitra chama-se Gharb.

Localização de Gharb-Chrarda-Beni Hssen em Marrocos
As sub-divisões da antiga região de Gharb-Chrarda-Beni Hssen.

## Os Algarves do mundo cristão
São os territórios que após a reconquista cristã na península Ibérica e da expansão Portuguesa em Marrocos utilizam ou utilizaram o termo Algarve.

### O Algarve d’aquém-mar Português
Por Algarve d’aquém-mar devemos compreender todo o território continental a sul do baixo Alentejo, ou seja; a região mais meridional do atual território português conquistada definitivamente por D. Afonso III, em 1249, e cujas fronteiras ficaram delimitadas com a assinatura do Tratado de Badajoz, entre Afonso III de Portugal e Afonso X de Castela, em 1267.

Em 1577 Frei João de São José na sua obra Corografia do Reino do Algarve, delimitava o Algarve Daquém da seguinte maneira: “começa do Sacro Promontório (…) té dar na barra do rio Guadiana (…) sobe pelo rio acima (…) té a vila de Alcoutim (…) Dai corta pelo sertão, antre as serras chamadas do Algarve (…) direito ao mar (…) junto do mesmo cabo de S. Vicente, onde esta demarcação começou”.

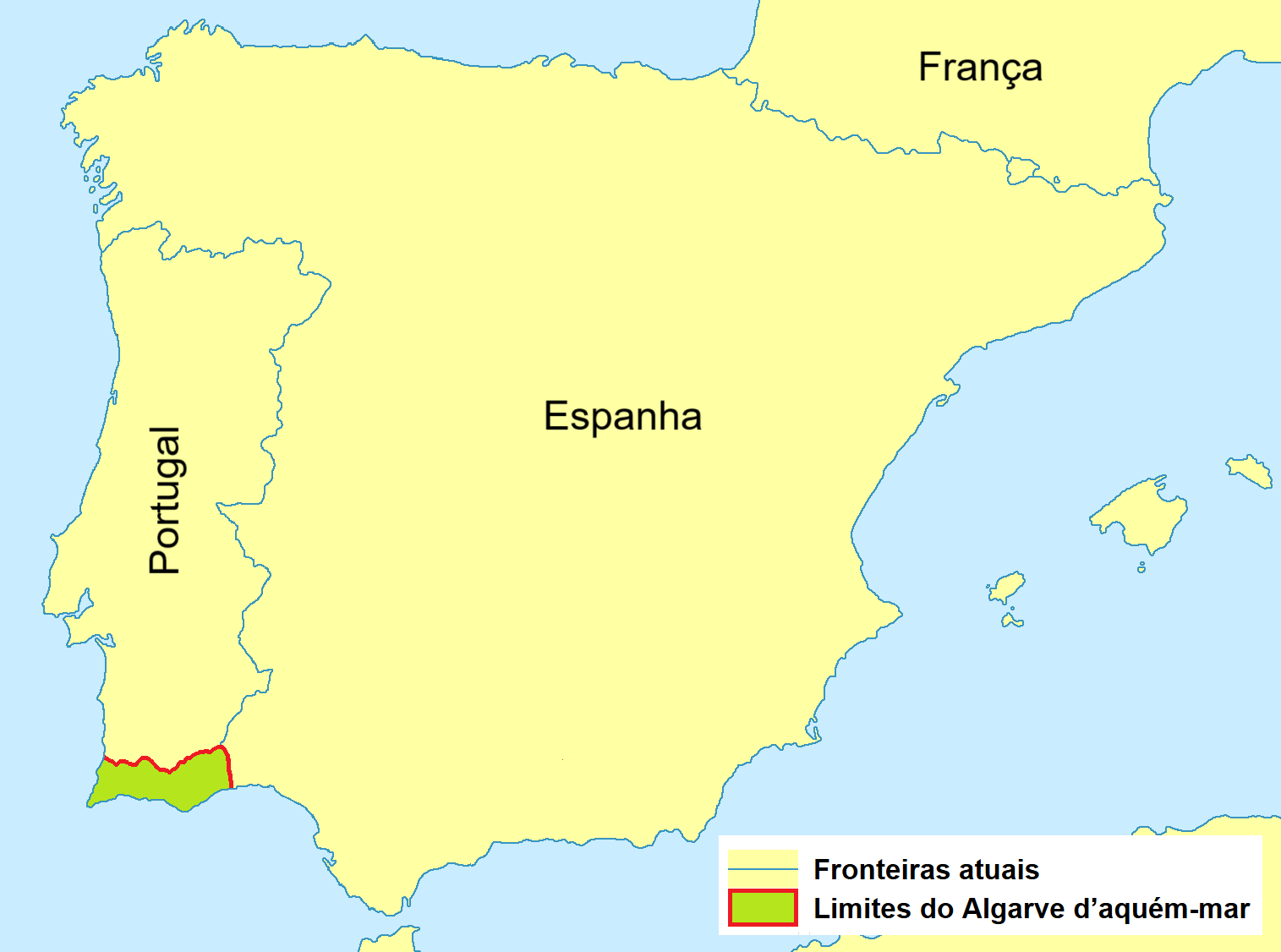
Limites do Algarve d’aquém-mar.
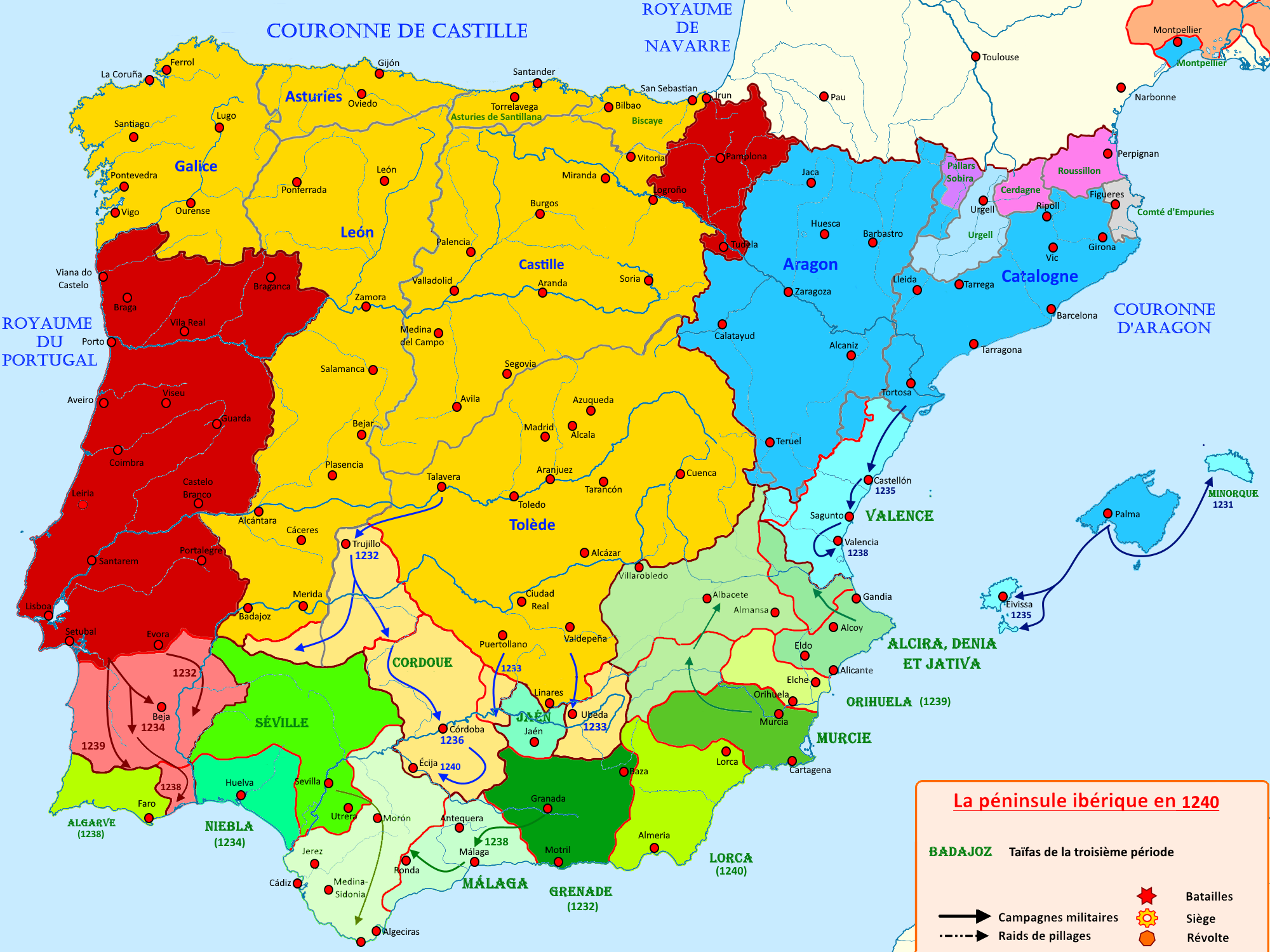
A Peninsula Ibérica em 1240
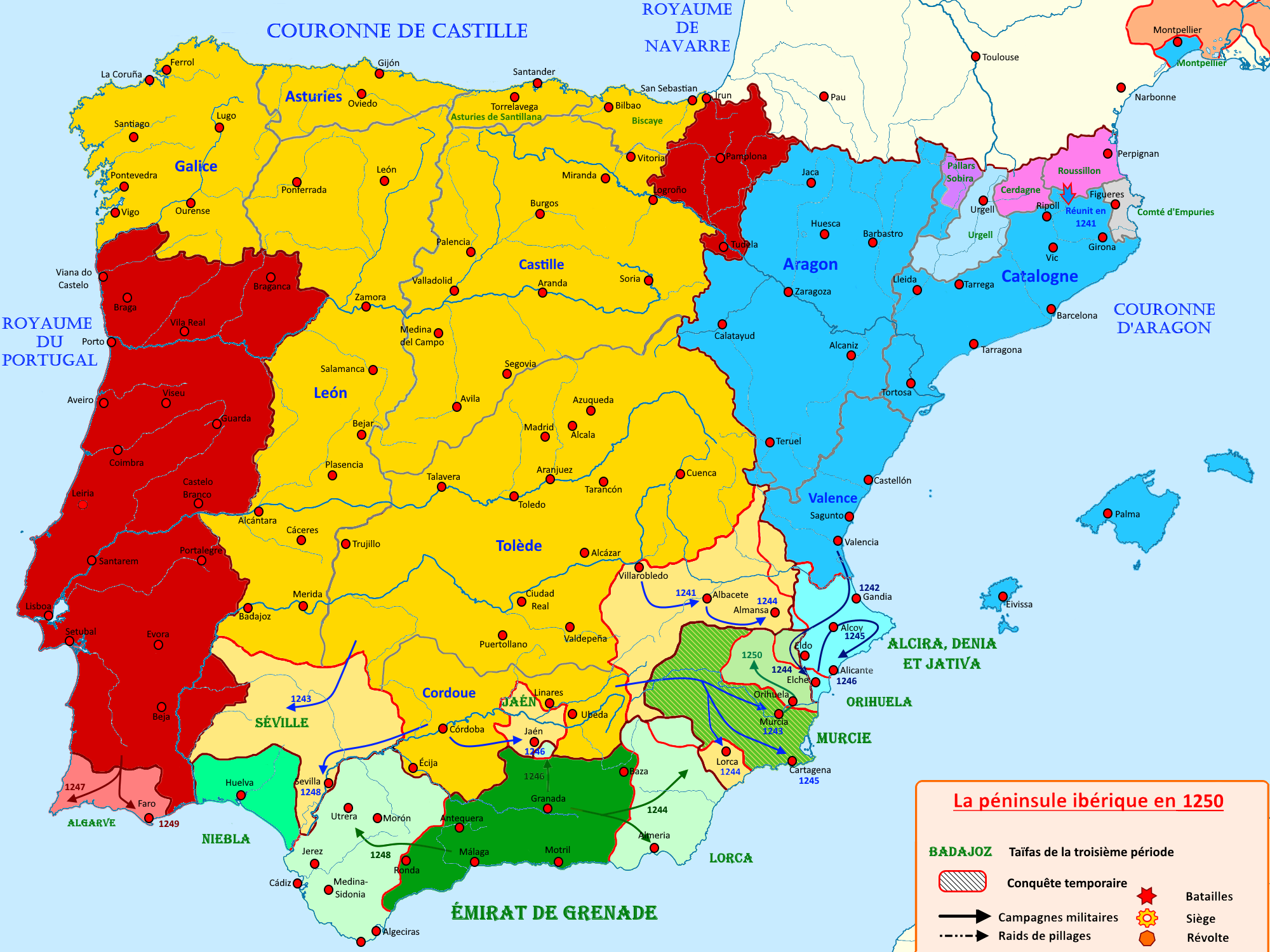
A Península Ibérica em 1250

Hoje corresponde ao distrito de Faro que constitui a região do Algarve.

Divisão de Portugal por regiões em 2024.

### O Algarve d’além-mar Português
Por Algarve d’além-mar devemos compreender todos os territórios ocupadas por Portugal desde 1415 até 1769 na costa marroquina. Incluía Ceuta, Arzila, Tânger, Azamor, Safim, Mazagão, Alcácer-Ceguer, o Castelo de Aguz, o Castelo Real de Mogador, e Santa Cruz do Cabo Gué. A partir de 1508 também incluiu por um breve período de tempo o Protectorado da Duquela.

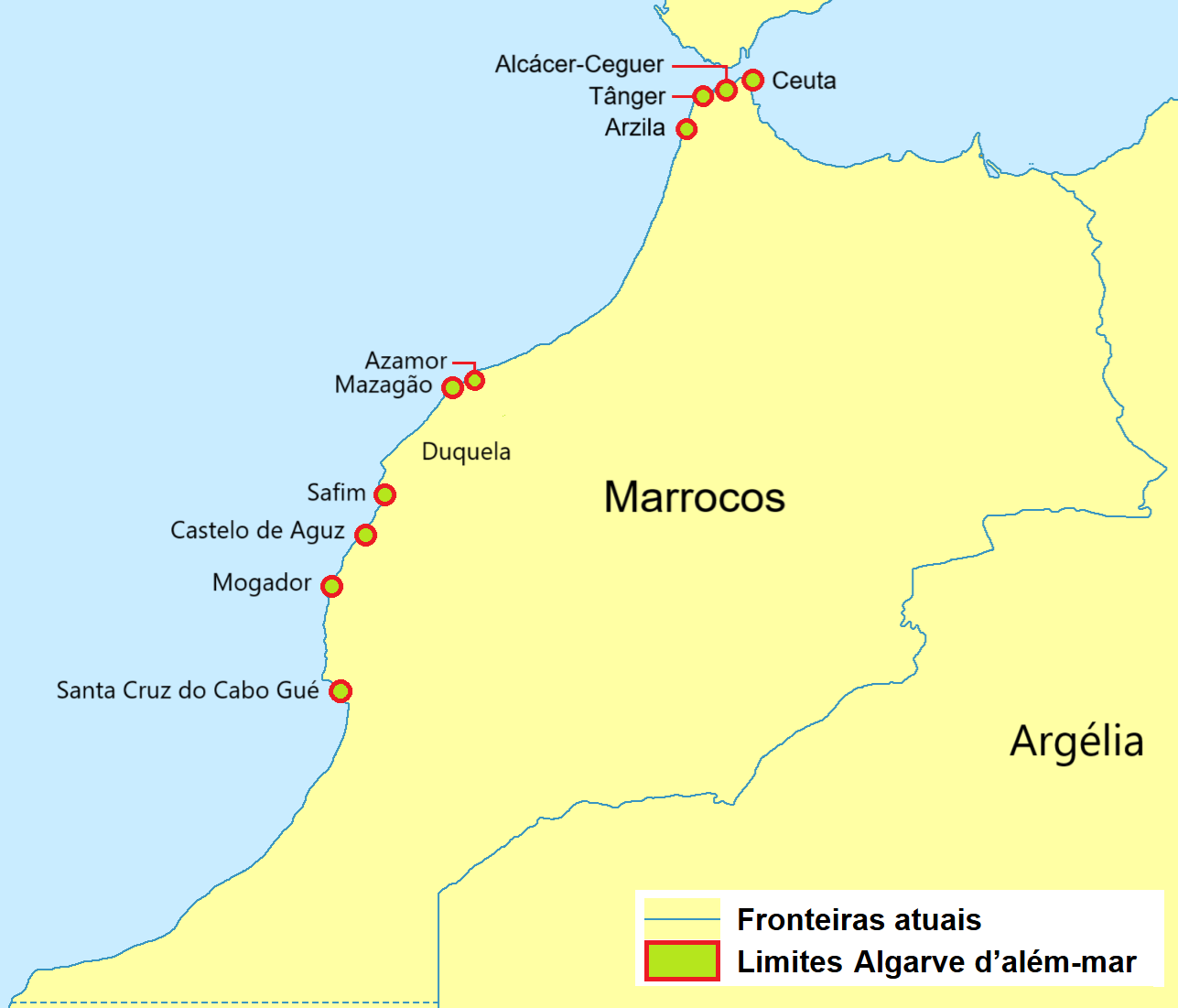
Limites do Algarve d’além-mar

A cronologia da ocupação destes territórios por Portugal foi a seguinte:
- Ceuta, de 1415 a 1640.
- Arzila, de 1471 a 1550 e de 1577 a 1589.
- Tânger, de 1471 a 1662.
- Azamor, de 1513 a 1541.
- Safim, de 1488 a 1541.
- Mazagão (El Jadida),  de 1486 a 1550 e de 1506 a 1769.
- Alcácer-Ceguer, de 1458 a 1550.
- Castelo de Aguz (Souira Guedima), de 1506 a 1525.
- Mogador (Essaouira), de 1506 a 1525.
- Santa Cruz do Cabo Gué (Agadir), de 1505 a 1541.

### O Algarve da Coroa Espanhola
Por Algarve da Coroa Espanhola devemos compreender os territórios a leste do rio Guadiana que anteriormente pertenciam a Taifa de Niebla.

Em 1249 Afonso III de Portugal incorpora o Algarve no reino de Portugal, com a conquista da cidade de Faro. A conquista do Algarve vai provocar um conflito diplomático com Castela, que considerava que o Algarve lhe pertencia, devido ao voto de vassalagem de Ibn Mafûz, rei de Niebla e emir do Algarve fez a Afonso X de Castela. Com este voto de vassalagem Ibn Mafûz pretendia evitar a conquista dos seus territórios pelos Portugueses. Seguiu-se um período de guerra entre os dois países, até que, em 1267, foi assinado o tratado de Badajoz que determina a fronteira no Guadiana desde a confluência do rio Caia até à foz. Este tratado permite ao monarca Castelhano usar o título de Rei do Algarve, mas referente aos territórios a leste do rio Guadiana que anteriormente pertenciam a Taifa de Niebla.

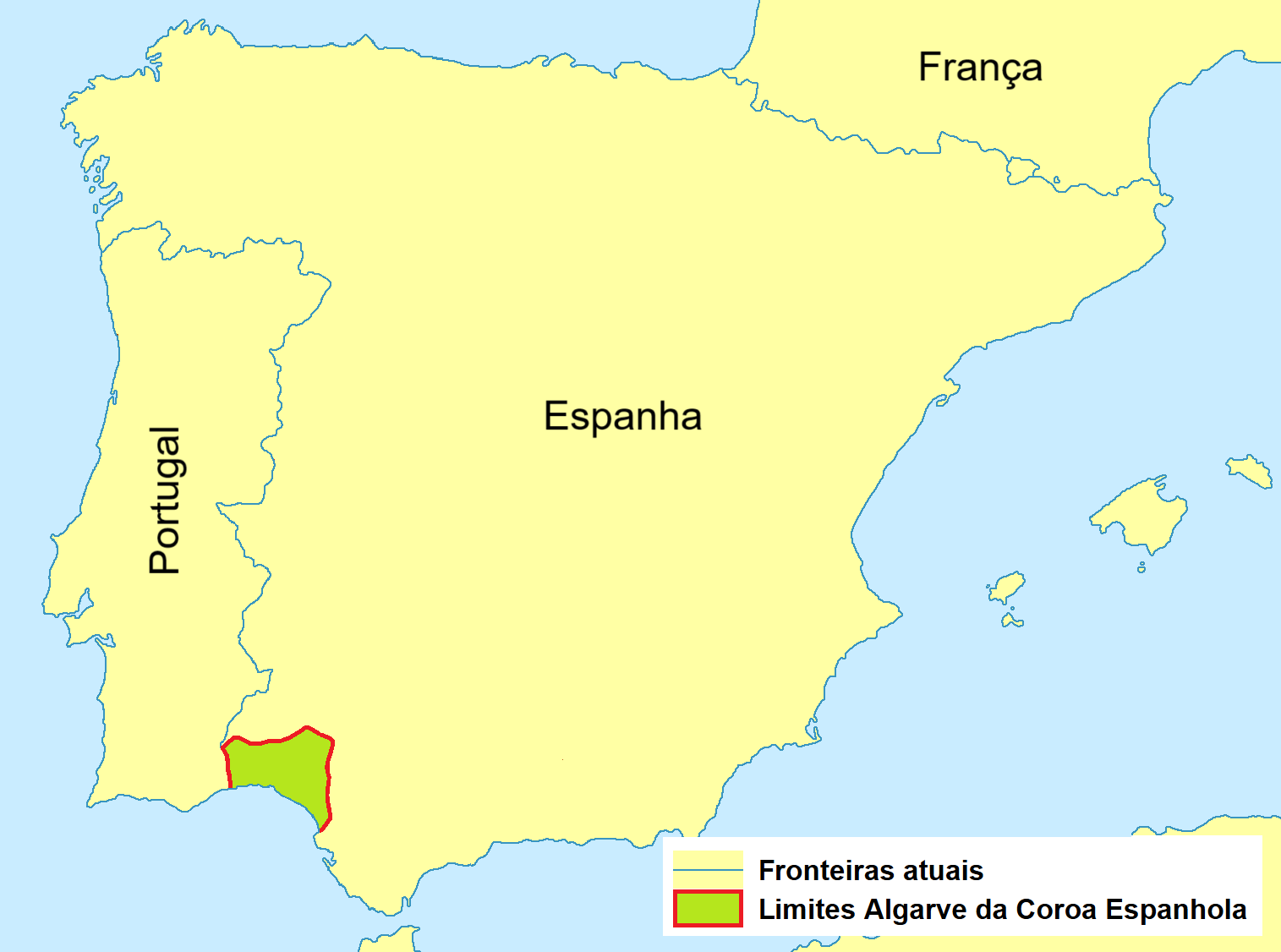
Limites do Algarve da Coroa Espanhola conforme o tratado de Badajoz de 1267.

#### Tratado de Badajoz de 1267
O Tratado de Badajoz foi assinado entre Afonso X de Castela e Leão e Afonso III de Portugal em 16 de fevereiro de 1267 na cidade de Badajoz, quando foi estabelecida a fronteira entre Castela e Portugal. Reconheceu a integração do Reino do Algarve na Coroa de Portugal e dos territórios a leste do rio Guadiana na Coroa de Castela; embora o rei castelhano continuasse a usar o título real do Algarve, mas apenas por causa da referência ao território da antiga Taifa de Niebla.

##### Taifa de Niebla
A Taifa de Niebla foi um reino muçulmano independente que existiu no al-Andalus em três épocas diferentes: de 1023 a 1053, de 1145 a 1150 e de 1234 a 1262. Em 1253 o seu rei Ibn Mafûz declarou-se vassalo do Reino de Castela. Foi conquistado e incorporado no Reino de Castela em 1262.

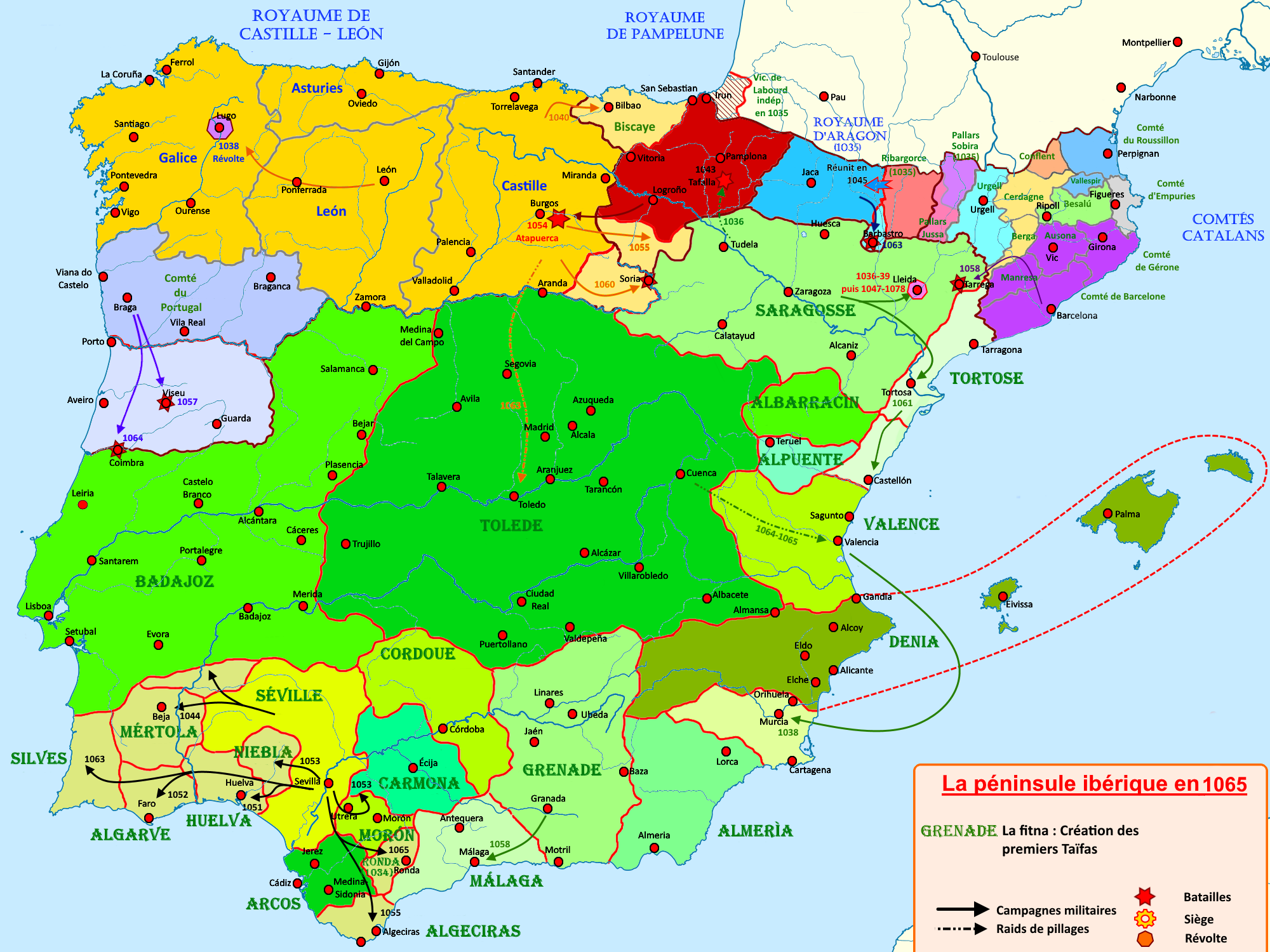
A primeira taifa de Niebla, em 1065
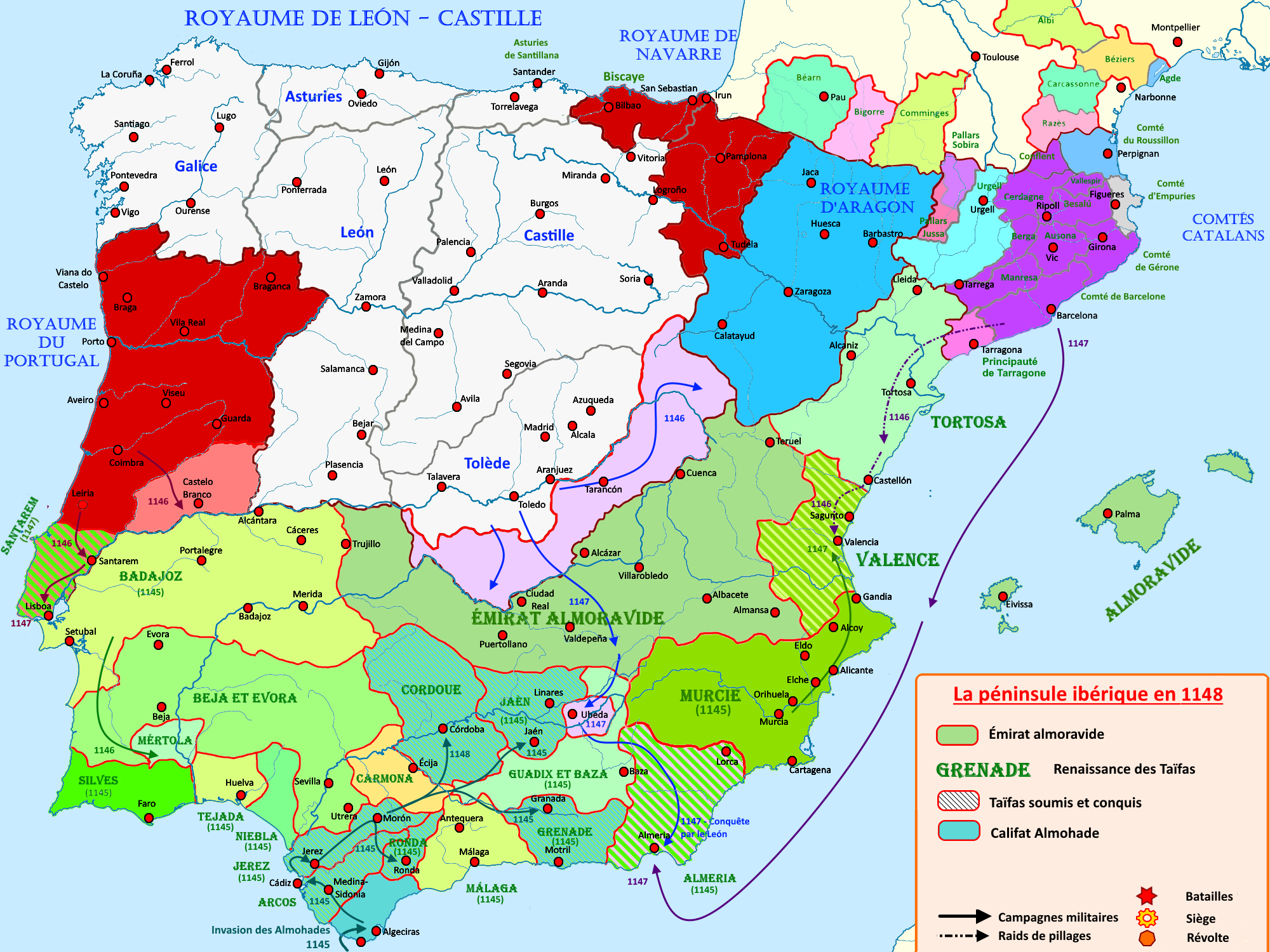
A segunda taifa de Niebla, em 1148
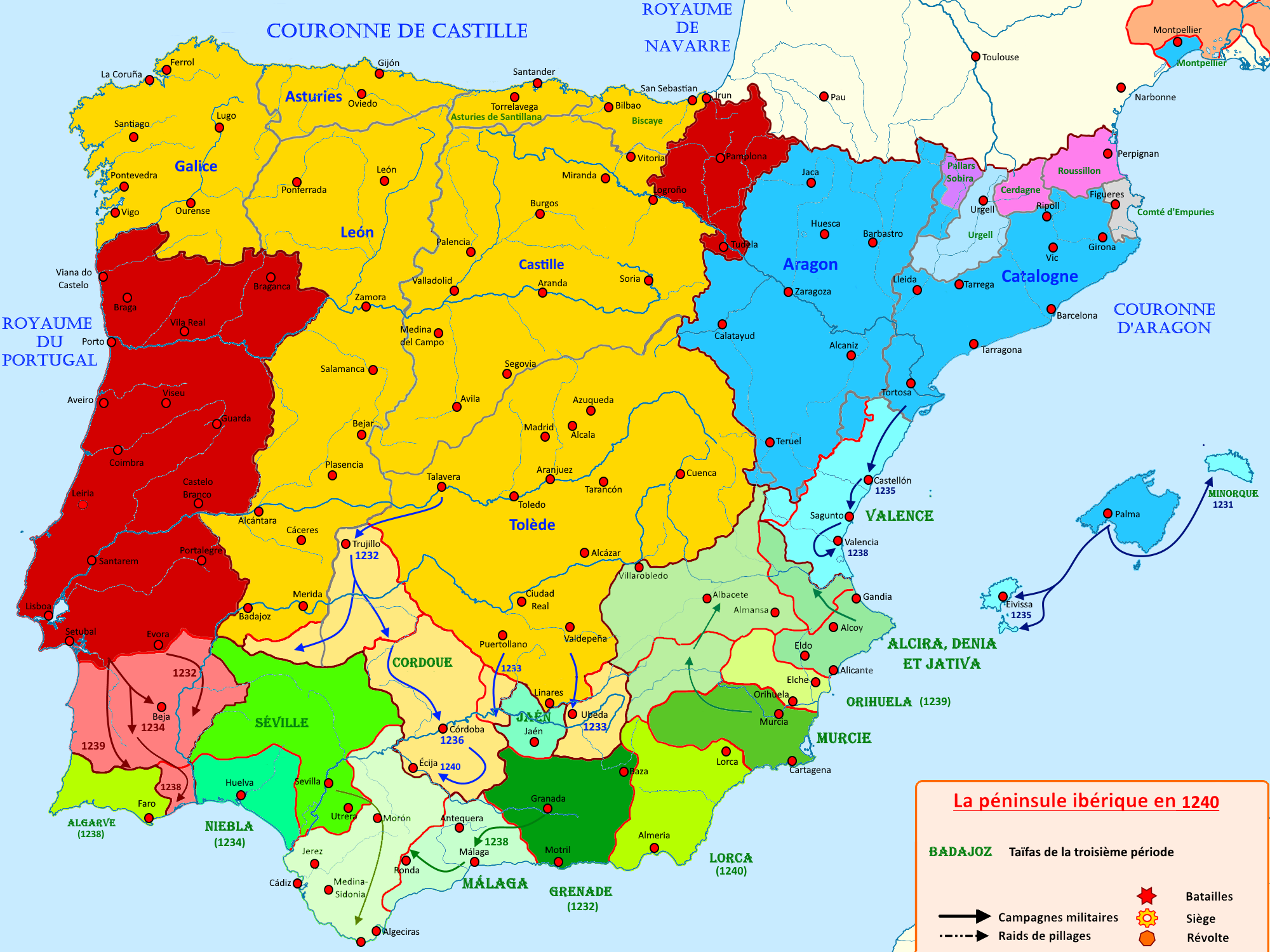
A terceira taifa de Niebla, em 1240
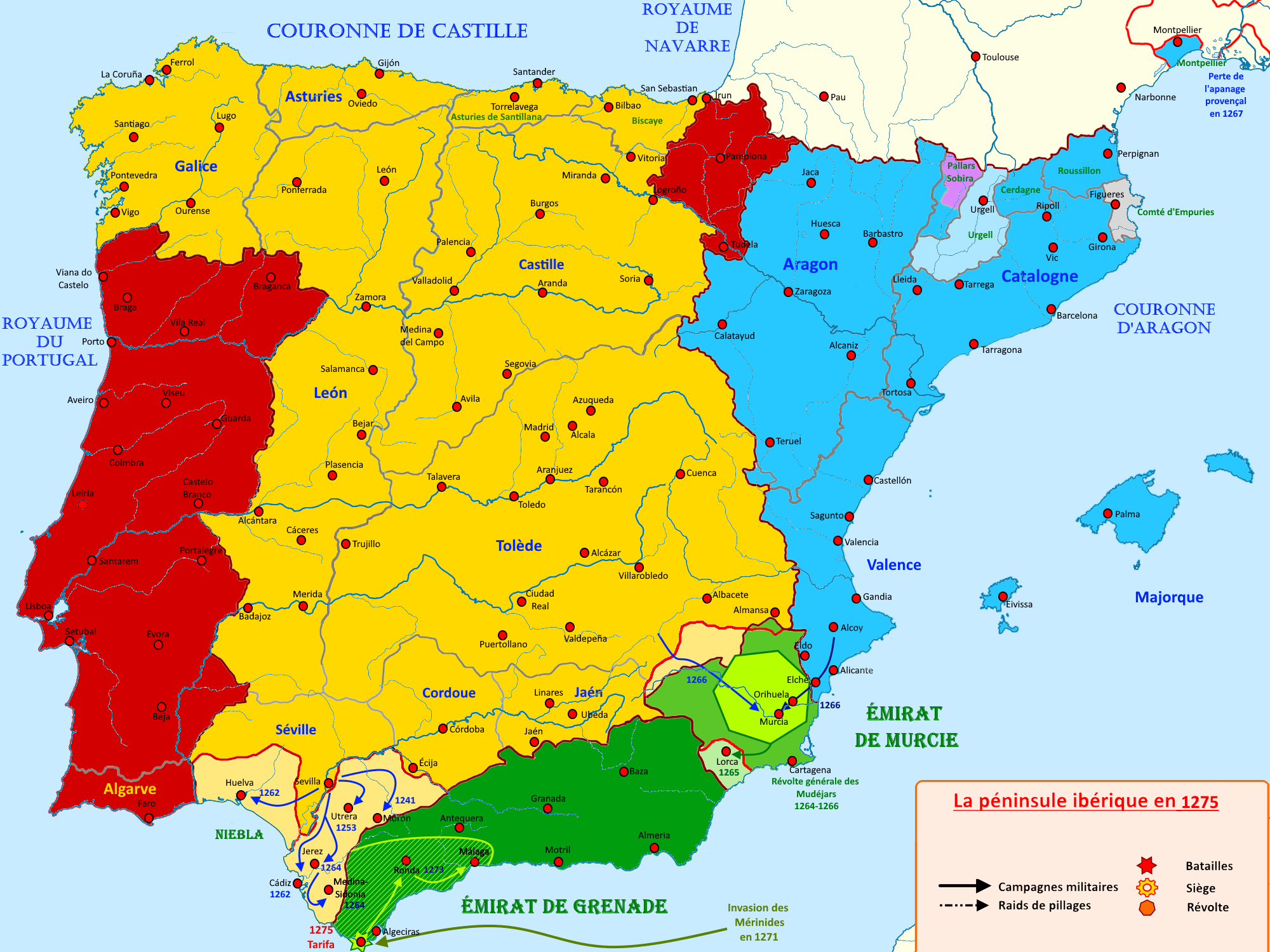
A conquista da Taifa em 1262